# Open Design Alliance
Le groupe Open Design Alliance (ODA) est un consortium réunissant de nombreux éditeurs de logiciels de CAO, qui fait la promotion d'un format DWG ouvert. L'ODA produit la plateforme de développement Teigha. Teigha fournit les outils pour la création d'une large gamme d'applications graphiques techniques. 

## Produits de l'ODA
Teigha supporte le format .dwg, .dxf mais aussi le format .dgn de Microstation et fournit les capacités d'import et d'export vers d'autres formats de fichier:

### Teigha for .dwg files
Plateforme de développement utilisant C++, autour du format .dwg, pour créer des applications CAD et graphiques de petite à grande taille.
(ancien nom: OpenDWG et DWGdirect).

### Teigha for .dgn files
Plateforme de développement utilisant C++, autour du format .dgn, pour créer des applications CAD et graphiques de petite à grande taille.
(ancien nom: DGNdirect).

### TeighaX for .dwg files
Plateforme de développement utilisant ActiveX, autour du format .dgn, pour créer de petites applications CAD et graphiques.

### Teigha.NET for .dwg files
Plateforme de développement utilisant .NET, autour du format .dwg, pour créer de petites applications CAD et graphiques, des applications de rendu, et des convertisseurs de fichier.

### Teigha for Architecture
Un package pour l'architecture et l'ingéniérie, en combinaison avec Teigha pour fichiers .dwg, gère des objets paramétrables architecturaux: murs, portes, fenêtres.

### Composants pour logiciel tiers
Rend accessible différentes fonctionnalités pour les développeurs tiers.

### Logiciels librement téléchargeables
ODA fournit quelques utilitaires librement téléchargeables
- Teigha Viewer: application multiplateforme permettant de réaliser des rendu sur des .dwg
- Teigha Converter: application multiplateforme permettant de réaliser des conversions entre .dxf et .dwg
- Teigha Xtension (TX) SDK
- ODA Open Design Specification for .dwg files: contient les résultats complets de l'investigation du .dwg file
- Sniffer: Outil de vérification d'un .dwg
- IGC Free CAD Viewer: Visionneuse de fichiers .dxf ,.dwg, .dwf

## Présentation
Le format DWG, est le format le plus largement répandu dans le monde de la DAO et de la CAO, est un format propriétaire d'Autodesk.
Il y a diverses requêtes pour que le format DWG soit contrôlé.
C'est Autodesk qui décide et valide le format DWG en tant que format natif pour ses applications CAD. Autodesk vend des bibliothèques en lecture écriture, appelées RealDWG, dans des conditions d'octroi de licences à l'utilisation sélective, pour des applications non concurrentielles uniquement.
Beaucoup de compagnies se sont attachées à réaliser une Rétro-ingénierie du format DWG de Autodesk's, et offrent des bibliothèques pour lire et écrire le format DWG.
C'est Open Design Alliance(ODA) (Anciennement OpenDWG Alliance), un consortium non lucratif créé en 1998, qui a le plus de succès. L'ODA réussit à fédérer 1 000 développeurs de logiciels dans 40 pays et pas des moindres puisque se trouvent dans ses rangs Autodesk, Nemetschek, Aveva, Bentley Systems, SolidWorks, Oracle. Ils produisirent une bibliothèque en lecture/écriture, appelée dans un premier temps OpenDWG, basée sur les bibliothèques MarComp AUTODIRECT.
AutoCAD a intenté plusieurs procès à l'Open Design Alliance (mais aussi à SolidWorks de Dassault Systèmes) quant à l'utilisation du sigle DWG et pour l'OAO l'utilisation des watermarks TrustedDWG.
L'opération s'est soldée en 2010, par une résolution à l'amiable : ODA, doit renoncer à ses noms de produits incluant le sigle DWG, mais peut continuer à développer des logiciels interopérable avec AutoCAD et utiliser l'extension ".DWG" pour ses noms de fichiers. Ainsi les bibliothèques (DWGdirect, DWGdirectX, DWGdirect.Net) sont réunies dans une nouvelle plateforme de développement : TEIGHA.
L'Open Design Alliance s'occupe dès lors de promouvoir des formats industriels standards ouverts pour les échanges entre systèmes CAO.
La plateforme de développement de Teigha, fournit les outils pour la création d'une large gamme d'applications graphiques techniques. Teigha supporte le format .dwg mais aussi le format .dgn de Microstation et fournit les capacités d'import et d'export vers d'autres formats de fichier.
L'Open Design Alliance maintient et publie les spécifications Open Design pour les fichiers .dwg 

## Historique
- L'alliance est formée en février 1998 comme Alliance OpenDWG.
- En 2002, la bibliothèque « OpenDWG » est renommée « DWGdirect ».
- En octobre 2003 l'alliance est renommée en « Open Design Alliance ».
- Le 22 novembre 2006, Autodesk poursuit l'Open Design Alliance en justice alléguant que ses bibliothèques DWGdirect enfreignent la marque déposée Autodesk's pour le mot "Autodesk", en écrivant le code TrustedDWG (inclus le mot « AutoCAD ») dans les fichiers DWG qu'il crée. En avril 2007, la poursuite est abandonnée, Autodesk modifiant le message d'alerte de AutoCAD 2008 (pour le rendre plus bénin), et l'Open Design Alliance supprime le support du code TrustedDWG de ses bibliothèques DWGdirect.
- En 2008, ODA ajoute le support pour les fichiers .dgn avec DGNdirect.
- En avril 2010, DWGdirect est renommé Teigha pour les fichiers .dwg, OpenDWG est renommé Teigha Classic et DGNdirect est renommé Teigha pour fichiers .dgn.

## Membres de l'Alliance (non exhaustive)[13].
| - Accusoft pegasus - Adobe - Advanced computer solutions - Autodesk - Aveva - Bentley Systems - Blue Cielo - BRICSYS | - Carlson - CSoft - ESRI - GRAITEC - Graphisoft - IntelliCAD - Intergraph - LOGItram - Midas - PLANCAL Nova - Nemetschek | - Oracle - Siemens - SolidWorks - Tekla Structures - VectorWorks |

## Le projet GNU LibreDWG
Le projet GNU réalise en 2009 la bibliothèque GNU LibreDWG pour la lecture et l'écriture de fichiers au format DWG, avec l'objectif à terme de remplacer les bibliothèques du groupe OpenDWG.